# Albert Bradley
Albert Bradley (1891 - 11 septembre 1983) fut le PDG de General Motors de 1956 à 1958. Il se joignit à ce constructeur de voitures américain en 1919 et contribua de façon significative aux programmes de développement et d'exportations outre-mer.